# Philenora omophanes
Philenora omophanes är en fjärilsart som beskrevs av Edward Meyrick 1886. Philenora omophanes ingår i släktet Philenora och familjen björnspinnare. Inga underarter finns listade i Catalogue of Life.